# Градина (Велика Кладуша)
Грaдина је насељено мјесто у општини Велика Кладуша, Унско-сански кантон, ФБиХ.

## Географија
Градина се налази у општини Велика Кладуша, близу насеља Врнограч, удаљен је од њега 4,5 километра. Налази се на надморској висини од 265 метара. Од Велике Кладуше је ваздушном линијом удаљена око 15.800 метара (15,8 километара). Насељено мјесто је 1991. године имало 707 становника, а 2013. године 395 становника.

## Демографија
| Националност | 1991. | 1981. | 1971. |
| Муслимани    | 334   | 268   | 142   |
| Срби         | 371   | 459   | 576   |
| Хрвати       | 0     | 1     | 1     |
| Југословени  | 2     | 26    | 0     |
| остали       | 0     | 6     | 4     |
| Укупно       | 707   | 760   | 723   |